# Klundert
Klundert est une ville située dans la commune néerlandaise de Moerdijk, dans la province du Brabant-Septentrional. Le 1er janvier 2009, le village comptait 5 873 habitants.

## Histoire
Klundert fut une commune indépendante jusqu'au 1er janvier 1997. À cette date, elle est rattachée à Zevenbergen, commune renommée en Moerdijk en 1998.